# 朱砂镇 (信宜市)
朱砂镇，是中华人民共和国广东省茂名市信宜市下辖的一个乡镇级行政单位。

## 行政区划
朱砂镇下辖以下地区：
朱砂社区、安莪社区、旺沙社区、古泮村、燕水村、里五村、埠头村、朱砂村、莲塘村、石根村、平寨村、旺科村、溪兰村、双砥村、白土村、安莪村、古令村、文料村、华山村、琶垌村、大六村、三南村、龙埠村、石印村、柳村、罗林村、旺沙村、文华村、加塘村、燕冲村、燕贺村、林渥村、新圩村、盘龙村和佛水村。